# 在中国ローマ教皇庁大使館
在中国ローマ教皇庁大使館（ざいちゅうごくローマきょうこうちょうたいしかん、羅: Nuntiatura Apostolica in Sinis、繁: 教廷駐華大使館、英: Apostolic Nunciature to China）は、バチカンの聖座（ローマ教皇庁）が中華民国の台北市に設置している大使館である。1946年7月に公使館として南京市に設置され、第二次国共内戦に敗れた中華民国政府が台湾へ撤退した後も南京に留まった。しかし、1951年に駐中国公使のアントニオ・リベリが中華人民共和国政府によって国外追放されたため、公使館を中華民国統治下の台北に移転させて1952年10月に業務を再開した。1966年に大使館に昇格し、現在に至る。

## 歴史

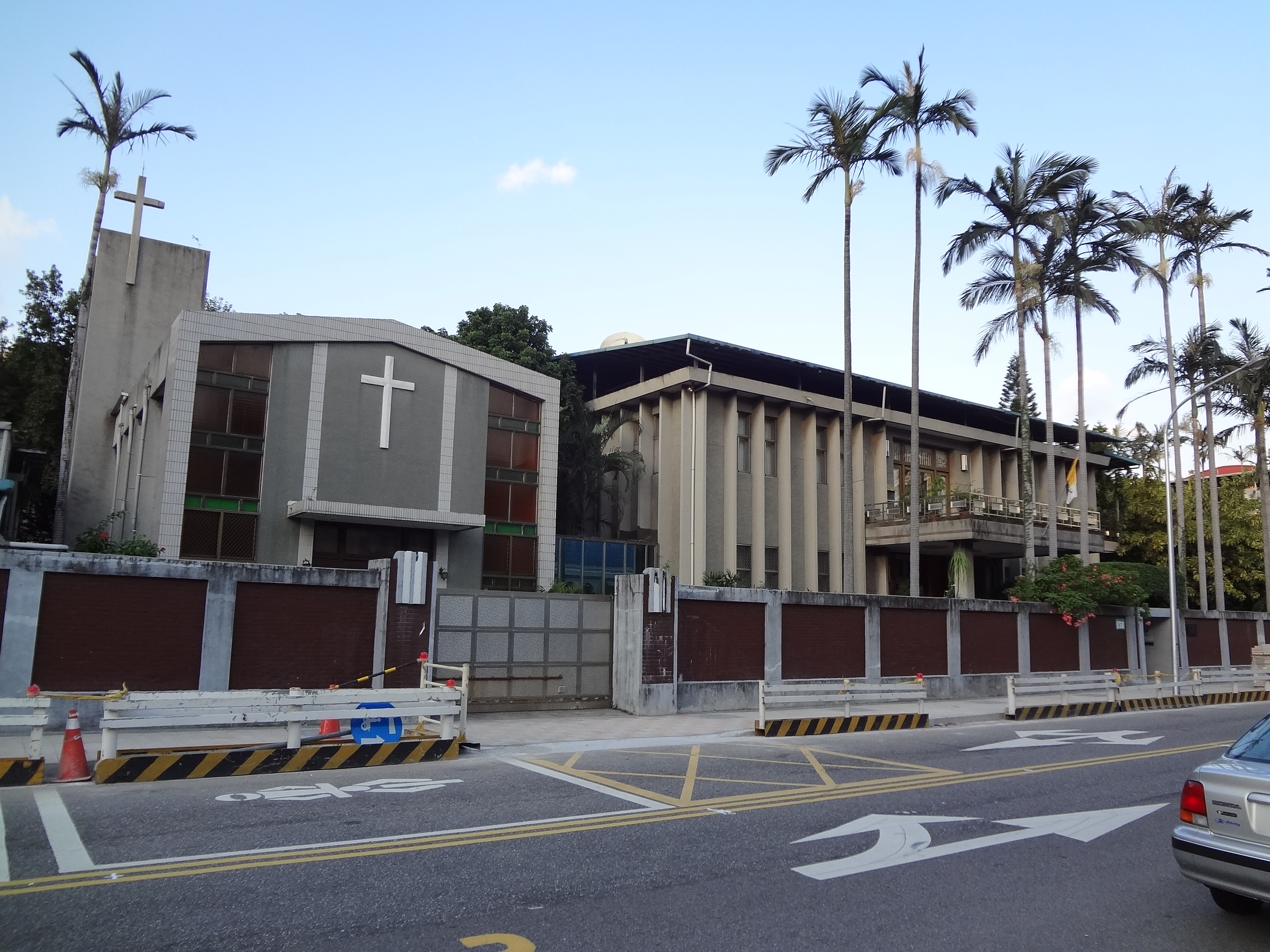
2015年まで使用されていた旧庁舎

第二次世界大戦中の1942年7月、中華民国とバチカンは国交を樹立した。戦後の1946年7月に大司教のアントニオ・リベリが初代駐中国公使として派遣され、首都である南京市に在中国ローマ教皇庁公使館（羅: Internuntiatura Apostolica in Sinis、繁: 教廷駐華公使館）が設置された。
1949年、中国共産党との国共内戦に敗れた中華民国政府は台湾省台北市に移転したが、リベリ率いるローマ教皇庁公使館は南京に留まって中華人民共和国政府との対話を模索した。しかし、1951年9月に中華人民共和国政府はリベリに国外退去を命じ、南京の公使館は閉鎖された。香港に逃れたリベリは1952年10月に台北に移り、当地にて公使館の業務を再開した。1966年には大使館へ昇格し、ジュゼッペ・カプリオが初代駐中国大使に任命された。
1971年10月、「中国の代表権を中華民国から中華人民共和国に移す」という内容の決議案（アルバニア決議）が国際連合（国連）総会を通過し、これに抗議した中華民国は国連から脱退した。これを受けてローマ教皇庁は駐中国大使のエドワード・キャシディを召還した。以降、ローマ教皇庁は駐中国大使を任命しておらず、臨時代理大使を常駐させている。
2015年、施設の老朽化のため現在の庁舎に移転した。新庁舎には看板や国旗は一切掲げられておらず、バチカンの国章が掲示されているのみである。